# Jean-René Couliou
Pour les articles homonymes, voir Couliou.
Jean-René Couliou est maître de conférences de géographie à l’Université de Bretagne occidentale (Brest/Quimper).
Il est issu d’une famille de marins pêcheurs et a travaillé sur les différents aspects de la pêche en Bretagne et des ports bretons. Il est l’auteur de plusieurs ouvrages sur le sujet.